# Универсальная библиотека
Универса́льная библиоте́ка (код УДК: 027) — это библиотека, содержащая книги из широкого спектра областей знаний и не имеющая тематического уклона, в отличие от специализированной библиотеки. Зачастую предполагается, что универсальные библиотеки оказывают большой ассортимент вспомогательных библиотечных услуг. Иногда называются крупнейшие учреждения государств, городов и регионов, ассортимент которых исключительно велик. В частности, таковыми являются библиотеки-депозитарии, уполномоченные получать и хранить обязательный экземпляр каждого изданного в стране или регионе произведения.
Согласно ГОСТ 7.0-99, универсальная библиотека (УБ) — «библиотека, удовлетворяющая разнообразные информационные потребности на основе фондов, сформированных без тематических и видовых ограничений».
В утопическом смысле, универсальная библиотека содержит в себе абсолютно все созданные человечеством знания или по крайней мере все изданные книги.

## История и современность
Александрийская библиотека является первой библиотекой, приближающейся к идеализированной универсальности. По оценкам, она содержала от 30 до 70 процентов всех существующих произведений. Восстановленная современная библиотека не придерживается политики всеохватности.
Термин «универсальная библиотека» (лат. Bibliotheca universalis) впервые упомянут в 1545 году натуралистом Конрадом Геснером.
В практике российского библиотековедения все библиотеки принято подразделять на универсальные (УБ), которые выполняют все или почти все типообразующие функции с некоторым приоритетом какой-либо из них на базе универсального фонда, и специальные, которые явно специализируются на выполнении какой-либо типообразующей функции на базе отраслевого или тематического фонда.
Универсальные библиотеки принято делить на 3 вида:
- универсальные научные библиотеки;
- универсальные публичные (общедоступные) библиотеки;
- универсальные служебные библиотеки (заводские, университетские, больничные, тюремные и т. д.).

## Интернет-проекты универсальных библиотек
Универсальной библиотекой в типологическом значении являются неспециализированные электронные библиотеки, такие как Bookmate, Google Books, ЛитРес и другие.
Существуют проекты по созданию «абсолютной» универсальной библиотеки, например:
- Проект «Гутенберг» — общественная инициатива по созданию и распространению универсальной электронной библиотеки, основанная в 1971 году.
- Европейская библиотека — интернет-портал, открывающий доступ к ресурсам 48 национальных библиотек Европы и многих научных библиотек.
- Викитека — универсальная свободная библиотека, братский проект Википедии, развиваемая по принципу вики.

Многие эксперты считают, что интернет в настоящее время является универсальной библиотекой в утопическом смысле, поскольку содержит все или почти все созданные человечеством знания.

## Универсальная библиотека как утопия
Научная фантастика также описывает библиотеки, которые являются универсальными в том смысле, что содержат не только все существующие письменные произведения, но и все возможные произведения, включая [что?]. Эта идея появилась в рассказе Курда Лассвица 1901 года «Универсальная библиотека» и в эссе Борхеса «Полная библиотека» до того, как она получила более известное выражение в рассказе Борхеса «Вавилонская библиотека». Однако такая библиотека была бы столь же бесполезной, сколь и полной.
Хорхе Луис Борхес так описал библиотеку, включавшую информацию обо всём в мире:

В её слепых томах заключено всё. Буквально всё: скрупулёзная история будущего, «Египтяне» Эсхила, точное число раз, когда воды Ганга отражали полет сокола, хранимое в тайне подлинное имя Рима, энциклопедия, которую мог бы создать Новалис, мои сны и полусны утром четырнадцатого августа 1934 года, разгадка теоремы Пьера Ферма, ненаписанные главы «Эдвина Друда», те же главы в переводе на язык племени гарамантов, парадоксы о природе Времени, придуманные и не опубликованные Беркли, железные книги Уризена, отроческие эпифании Стивена Дедала, к смыслу которых подступятся лет через тысячу, гностическое Евангелие Василида, песни сирен, точнейший каталог Библиотеки, справочник неточностей этого каталога. Буквально всё, но на одну осмысленную строку или достоверное свидетельство здесь будут приходиться миллионы безумных какофоний, груды словесного мусора и неразберихи. Буквально всё, но пройдут поколения людей, прежде чем головокружительные по́лки — по́лки, затмившие свет и приютившие хаос, — подарят им хоть одну связную страницу.
Оригинальный текст (исп.)Todo estará en sus ciegos volúmenes. Todo: la historia minuciosa del porvenir, Los egipcios de Esquilo, el número preciso de veces que las aguas de Ganges han reflejado el vuelo de un halcón, el secreto y verdadero nombre de Roma, la enciclopedia que hubiera edificado Novalis, mis sueños y entresueños en el alba del catorce de agosto de 1934, la demostración del teorema de Pierre Fermat, los no escritos capítulos de Edwin Drood, esos mismos capítulos traducidos al idioma que hablaron los garamantas, las paradojas que ideó Berkeley acerca del Tiempo y que no publicó, los libros de hierro de Urizen, las prematuras epifanías de Stephen Dedalus que antes de un ciclo de mil años nada querrán decir, el evangelio gnóstico de Basílides, el cantar que cantaron las sirenas, el catálogo fiel de la Biblioteca, la demostración de la falacia de ese catálogo. Todo, pero por una línea razonable o una justa noticia habrá millones de insensatas cacofonías, de fárragos verbales y de incoherencias. Todo, pero las generaciones de los hombres pueden pasar sin que los anaqueles vertiginosos — los anaqueles que obliteran el día y en los que habita el caos — les hayan otorgado una página tolerable.
— Всемирная библиотека
Похожей идеей была планета под названием «Альфа памяти» (из эпизода «Звёздного пути» «Огни Зетара»), которая была «хранилищем компьютерных баз данных Федерации, содержащих всю историю культуры и полученные ею научные данные».